# Хомагама (підрозділ окружного секретаріату)
Підрозділ окружного секретаріату Хомагама — підрозділ окружного секретаріату округу Коломбо, Західна провінція, Шрі-Ланка. Складається з 81 Грама Ніладхарі.